# Obernburger Mühlstein
Der Obernburger Mühlstein  ist ein Nachwuchsförderpreis in der Sparte Kabarett und Comedy, der alljährlich in und von der Kleinkunstbühne Kochsmühle in Obernburg am Main vergeben wird.

## Geschichte
Der seit 1989 verliehene Obernburger Mühlstein ist eine begehrte und sprichwörtlich gewichtige Auszeichnung für den Kabarett- und Kleinkunstnachwuchs im deutschsprachigen Raum.
Was am Anfang in der vorweihnachtlichen Zeit noch ein wahrer Marathon für Jury und Publikum war – an fünf Wochentagen wurde jeweils ein komplettes Programm vorgestellt – wurde bald auf eine Abendvorstellung konzentriert.
Der Arbeitskreis Kul-Tour e. V. als Ausrichter des Wettbewerbs und Leiter der Kleinkunstbühne Kochsmühle bietet jedes Jahr Talenten aus dem ganzen deutschsprachigen Raum Gelegenheit, 20-minütige Ausschnitte aus ihrem jeweiligen Repertoire zu präsentieren.
Das Publikum und eine mehrköpfige Jury entscheiden abschließend über die Vergabe der Preise.
Es moderiert jeweils der Vorjahressieger des Jurypreises.

## Preisträger

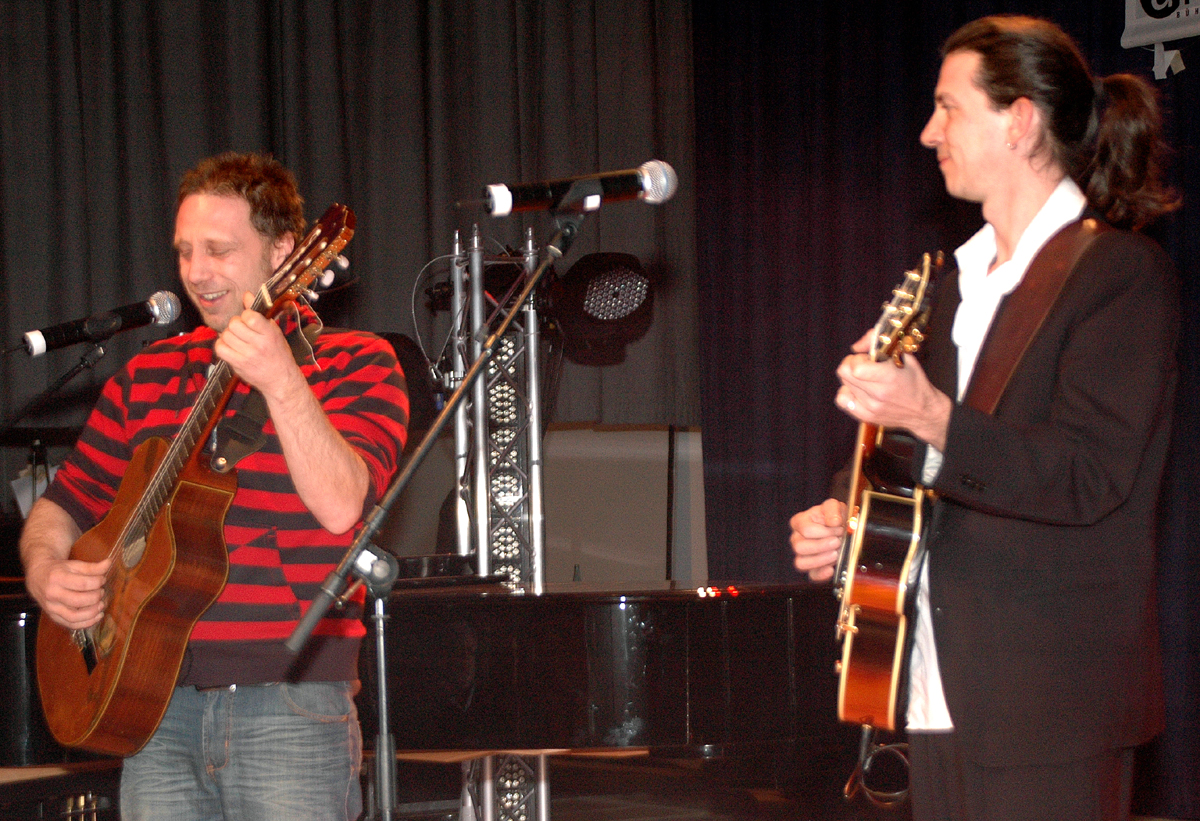
Les Derhosn, Preisträger 2001

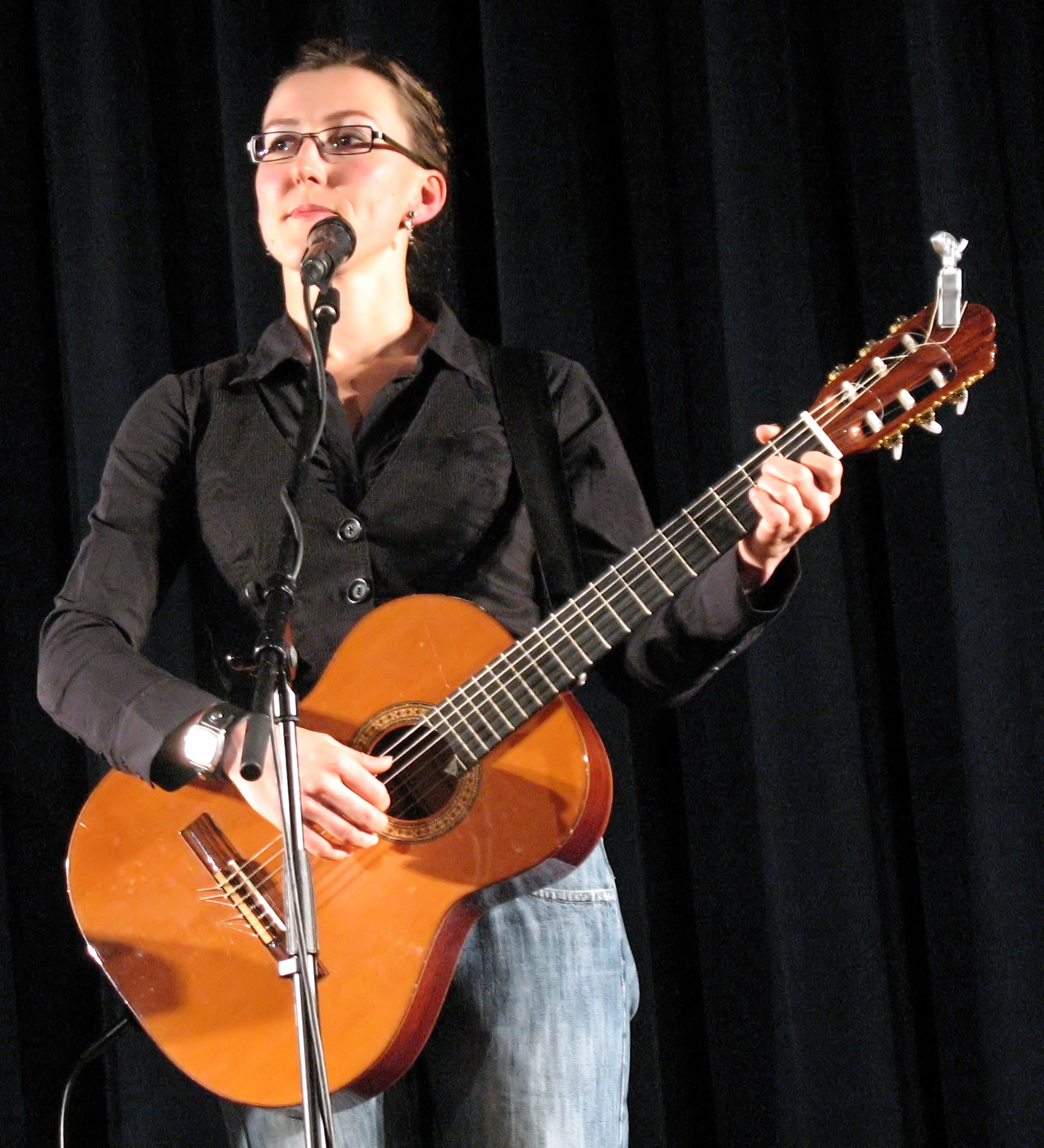
Martina Schwarzmann, Preisträger 2003

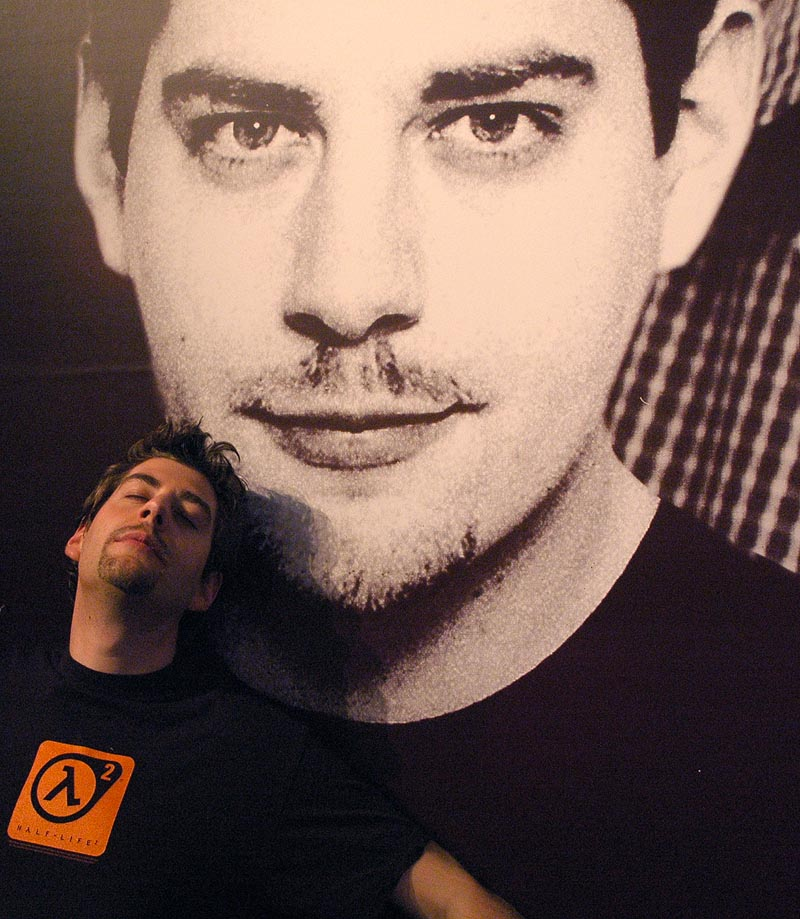
Claus von Wagner, Preisträger 2004

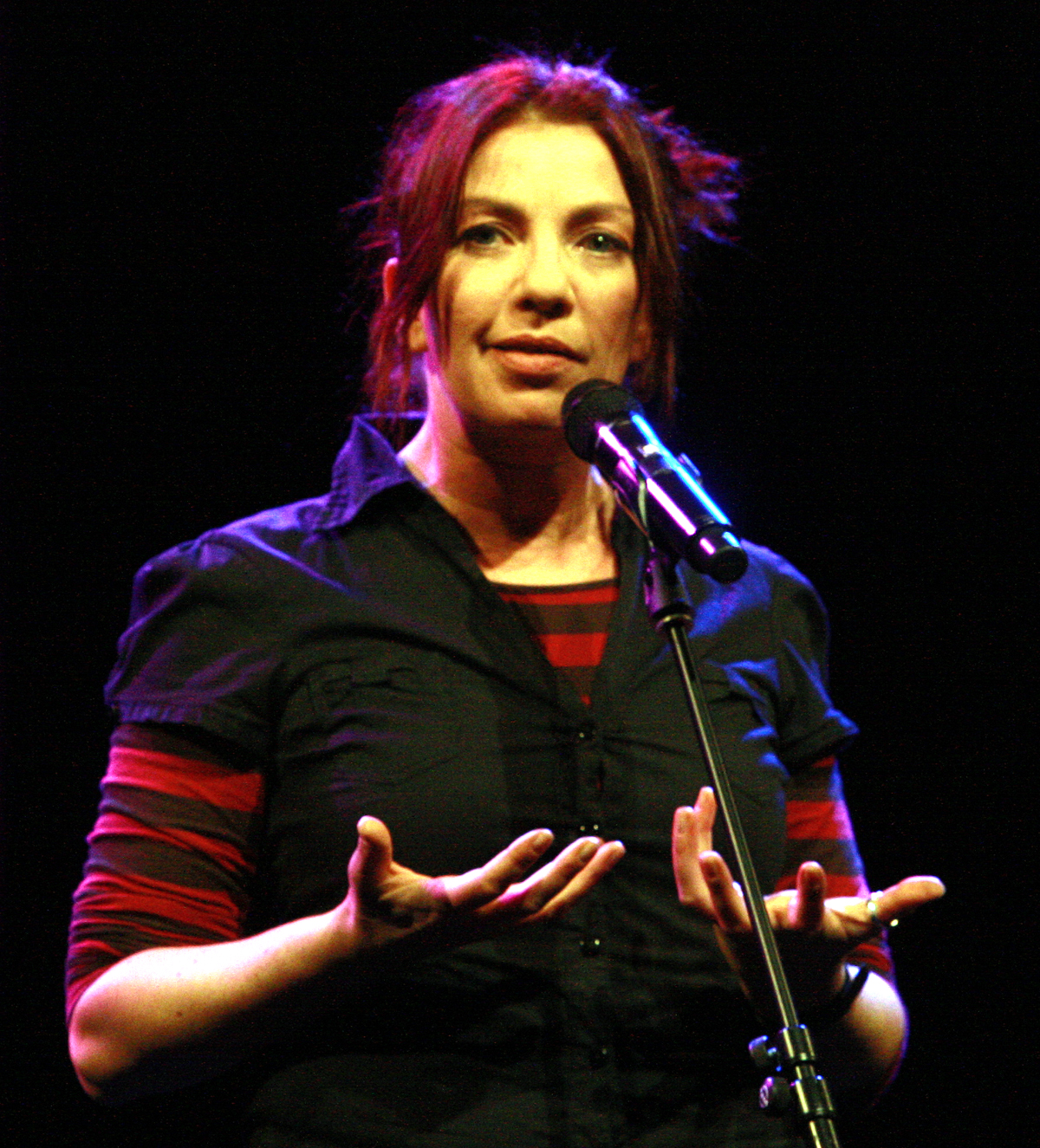
Dagmar Schönleber, Preisträger 2005

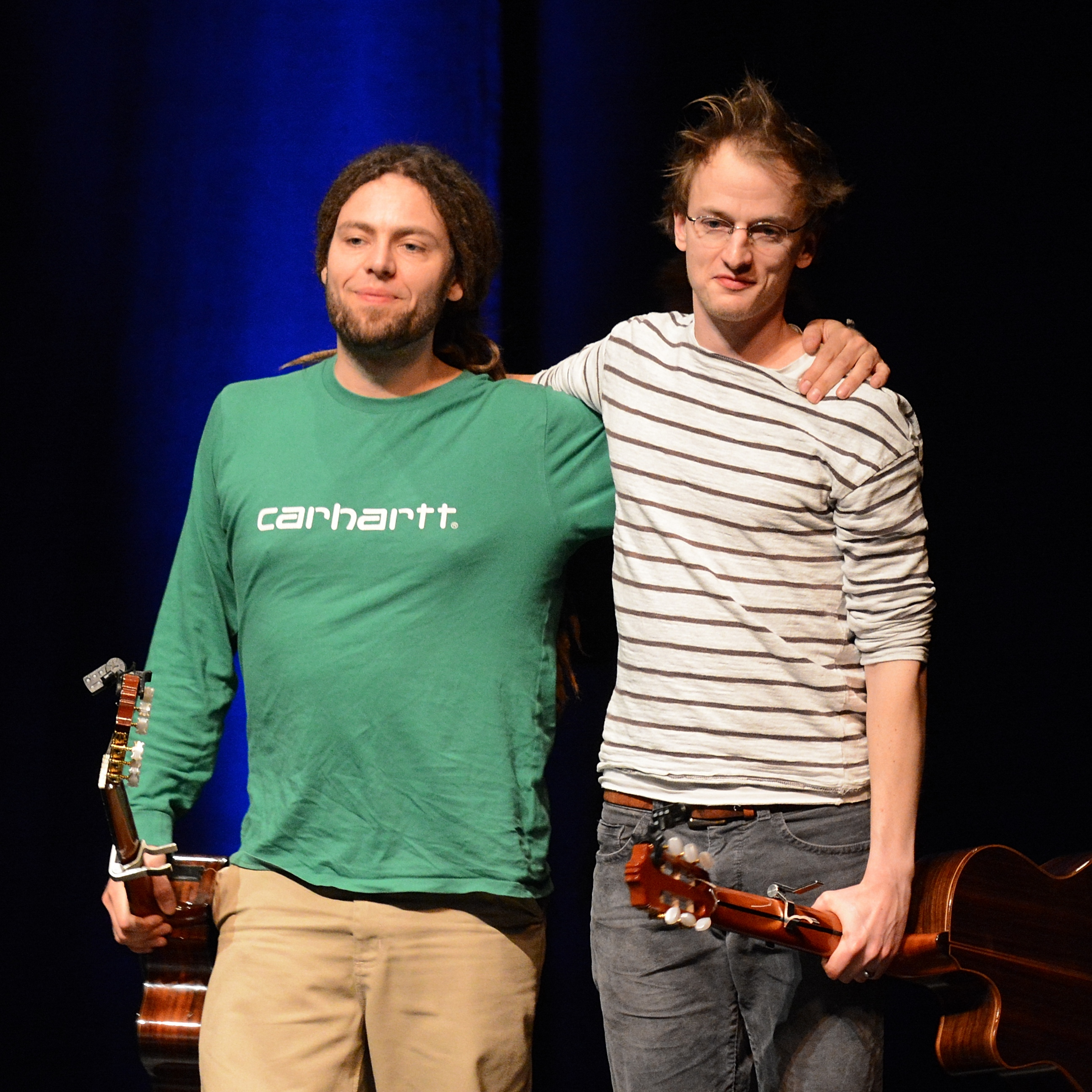
Simon & Jan, Preisträger 2012

Die Nachwuchskabarettisten, welche seit 1989 den Obernburger Mühlstein erhielten, sind:

- 1989
  - Bernd Vogel – Jurypreis
  - Günter Grünwald – Publikumspreis
- 1990
  - Philipp Seiser – Jurypreis
- 1991
  - Gruppo di Valtorta – Jurypreis
- 1992/93
  - Die Nestbeschmutzer – Jurypreis
- 1994
  - Johann Christof Stolle – Jurypreis
  - Lutz von Rosenberg Lipinsky – Publikumspreis
- 1995
  - Rüdiger Dirk – Jurypreis
  - Thomas Philipzen – Publikumspreis
- 1996
  - Meier / Masuth – Jurypreis
  - Die Tanten – Publikumspreis
- 1997
  - Django Asül – Jury- & Publikumspreis
- 1998
  - Die Scheinheiligen – Jury- & Publikumspreis
- 1999
  - Michael Altinger & Band – Jurypreis
  - Christian Habekost – Publikumspreis
- 2000
  - Christoph Süß – Jury- & Publikumspreis
- 2001
  - Les Derhosn – Jury- & Publikumspreis
- 2002
  - Kai Magnus Sting – Jurypreis
  - Podewitz – Publikumspreis
- 2003
  - Philipp Weber – Jurypreis
  - Martina Schwarzmann – Publikumspreis
  - Volker Pispers – Obernburger Ehren-Mühlstein
- 2004
  - Claus von Wagner – Jury- & Publikumspreis
- 2005
  - Dagmar Schönleber – Jurypreis
  - Jens Neutag – Publikumspreis
- 2006
  - Thomas Wittmann – Jurypreis
  - Christoph Sieber – Publikumspreis
- 2007
  - Jubiläum 20-Jahre Kochsmühle Obernburg
- 2008
  - Florian Kopp – Jurypreis
  - Ass-Dur – Publikumspreis
- 2009
  - Mirco Buchwitz – Jurypreis
  - Max Uthoff – Publikumspreis
- 2010
  - Tilman Birr – Jurypreis
  - Axel Pätz – Publikumspreis
  - Philipp Weber – Obernburger Ehren-Mühlstein
- 2011
  - Malte Pieper – Jurypreis
  - Andy Sauerwein – Publikumspreis
- 2012
  - Simon & Jan – Jury- & Publikumspreis
- 2013
  - Fee Badenius – Jurypreis
  - Lars Redlich – Publikumspreis
- 2014
  - Harry & Jakob – Jury- & Publikumspreis
- 2015
  - Christin Henkel – Jury- & Publikumspreis
- 2016
  - Quichotte – Jury- & Publikumspreis
  - Holger Paetz – Ehrenmühlstein
- 2017
  - Martin Frank – Jury- & Publikumspreis
- 2018
  - Anne Folger – Jury- & Publikumspreis
- 2019
  - Byebye – Jury- & Publikumspreis
- 2020
  - Jakob Heymann – Jury- & Publikumspreis
- 2021
  - Johannes Floehr – Jury- & Publikumspreis
- 2022
  - Patrick Nederkoorn – Jurypreis
  - Katalyn Hühnerfeld – Publikumspreis
- 2023
  - Max Osswald – Jurypreis
  - Bernard Liebermann – Publikumspreis
- 2024
  - Max Beier – Jury- & Publikumspreis